# Nathan Kress
Nathan Karl Kress (Glendale, 18 novembre 1992) è un attore statunitense, noto soprattutto per aver interpretato il co-protagonista Freddie Benson nella sitcom iCarly.

## Biografia

### Infanzia
Nathan Kress è nato il 18 novembre 1992 a Glendale in California.
Ha iniziato la sua carriera professionale all'età di 4 anni: quando ha mostrato un talento naturale per la memorizzazione e rievocazione degli spettacoli che vedeva in televisione, spingendo la madre a portarlo a un dialogo aperto "Cattle Call". Nel corso dei successivi tre anni, ha partecipato a varie pubblicità di stampa. All'età di 6 anni ha deciso di prendersi una pausa dalla recitazione e tornare a scuola, dove condusse una vita relativamente "normale" per i successivi cinque anni, fino a decidere di tornare a recitare professionalmente all'età di undici anni.

## Carriera

### Inizi
Alla stessa età ha interpretato il ruolo principale: L'imperatore in una produzione scolastica de I vestiti nuovi dell'imperatore. Il ruolo ha riacceso il suo interesse per la recitazione e alla fine del suo quinto anno di scuola elementare chiese ai suoi genitori se poteva studiare a casa in modo da poter tornare a recitare.
Nell'aprile 2005, Nathan ha fatto la sua prima apparizione in diretta televisiva da quando è tornato a recitare in uno sketch comico su Jimmy Kimmel Live! dove ha interpretato il giovane Simon Cowell di American Idol e avrebbe continuato ad apparire in vari sketch comici dello show per un totale di 5 volte nel corso del prossimo anno. Nathan ha continuato a fare un lavoro stabile per i due anni successivi, apparendo in ruoli guest-star di serie drammatica, come House MD, Supporti, e Senza traccia, così come la serie comica Zack e Cody al Grand Hotel. Nel febbraio 2006, ha ottenuto un piccolo ruolo nella serie Drake & Josh prodotta da Dan Schneider; ha interpretato nell'episodio Battaglia di Panthatar: il ruolo di Toplin, un ragazzo ad una festa di compleanno con una cotta per la sorella minore di Drake e Josh Megan Parker, (Miranda Cosgrove). Durante le riprese le sue scene di Drake & Josh, Dan ha avuto un interesse per lui e lo ha chiamato a parlare con lui e lui a introdurre alcuni dirigenti di rete.

### ICarly

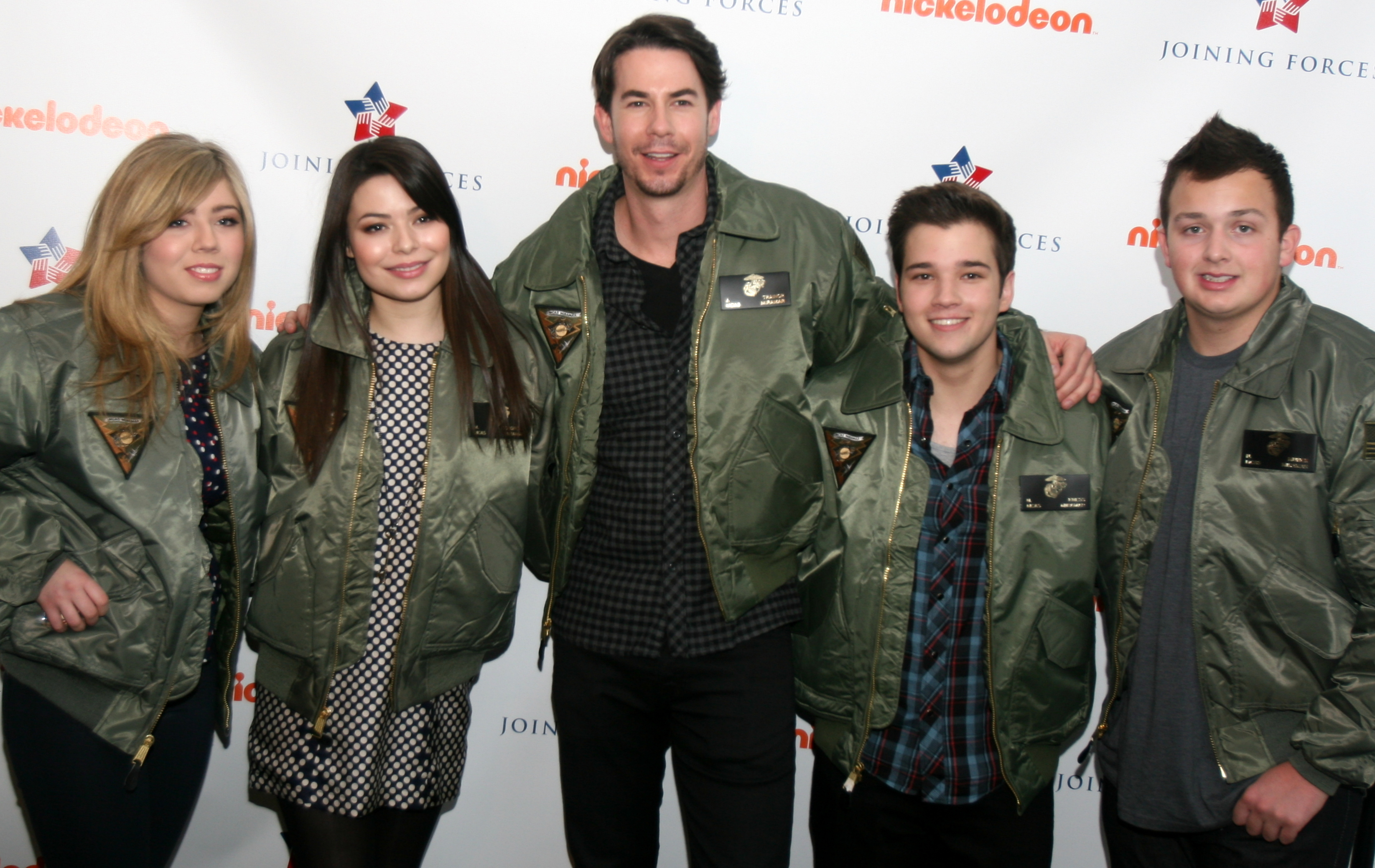
Nathan con il cast di iCarly nel 2012

A quel tempo, Dan Schneider stava sviluppando una nuova serie per Nickelodeon, ed era alla ricerca di qualcuno con cui giocare uno dei ruoli principali nel progetto di iCarly. Schneider è rimasto così colpito dalle sue prestazioni che lo ha chiamato per un provino per il ruolo di "Freddie". L'8 settembre del 2007 fino a 2012, iCarly è stato prodotto da Nickelodeon.
Nel 2013 torna a fare da guest star in 1 episodio di Sam & Cat, spin-off di ICarly, e viene nominato in altri 4 episodi.

### Dopo ICarly
Nel 2008, ha interpretato Roland in Gym Teacher - The Movie, uno studente decisamente poco atletico che si trasferisce in una nuova scuola e si sottopone all'allenamento del suo ambizioso insegnante di ginnastica.
Nel marzo 2010, è stato guest-star della CBS serie televisiva CSI: Crime Scene Investigation di stagione 10: episodio 15 dal titolo "Neverland". Ha interpretato Mason Ward, uno dei due migliori amici di una vittima di quattordici anni, con tracce di sangue di un detenuto. Successivamente diventa regista del nuovo show di Schneider Henry Danger e fa un cameo nella serie.
Nel 2014, Kress è stato co-protagonista nel suo primo film importante, Into the Storm.
Nel 2015 ha debuttato come regista in Henry Danger.

## Vita privata
Kress è un devoto cristiano evangelico e ha detto che sente la responsabilità di essere un grande modello per i suoi fan più giovani.
È sposato con l'attrice London Elise Moore dal 15 novembre 2015, conosciuta sul set di "Into the Storm". Al matrimonio hanno partecipato anche alcuni ragazzi del cast di iCarly, ovvero Jennette McCurdy, Miranda Cosgrove e Jerry Trainor. Il 21 dicembre 2017 è nata la piccola Rosie Carolyne Kress, sua primogenita. Il 21 ottobre 2020, lui e sua moglie hanno annunciato di aspettare una seconda bambina dopo molteplici aborti spontanei, nata il 20 marzo 2021: Evie Elise.Mentre il 27 giugno 2023 è nato il terzo figlio e primo figlio maschio: Lincoln William 

## Filmografia

### Cinema
- Babe va in città (Babe: Pig in the City), regia di George Miller (1998)
- Into the Storm, regia di Steven Quale (2014)

### Televisione
- Dr. House - Medical Division (House) – serie TV, episodio 2x06 (2005)
- Jimmy Kimmel Live! – sketch comedy show, 5 episodi (2005-2006)
- Senza traccia (Without a Trace) – serie TV, episodio 5x13 (2007)
- Zack e Cody al Grand Hotel (The Suite Life of Zack & Cody) – serie TV, episodio 2x35 (2007)
- Drake & Josh – serie TV, episodio 4x16 (2007)
- iCarly – serie TV, 94 episodi (2007-2012)
- Carly va in Giappone (iGo to Japan), regia di Dan Schneider – film TV (2008)
- CSI - Scena del crimine (CSI: Crime Scene Investigation) – serie TV, episodio 10x15 (2010)
- True Jackson (True Jackson, VP) – serie TV, episodio 2x13 (2010)
- Victorious – serie TV, episodio 2x08 (2011)
- IParty con Victorious (iParty with Victorious), regia di Steve Hoefer – film TV (2011)
- Professor Young (Mr. Young) – serie TV, episodi 3x27-3x28 (2013)
- Major Crimes – serie TV, episodio 2x19 (2014)
- Sam & Cat – serie TV, episodio 1x23 (2014)
- Growing Up Fisher – serie TV, episodio 1x08 (2014)
- Hawaii Five-0 – serie TV, episodio 5x08 (2014)
- Henry Danger – serie TV, episodio 1x08 (2014)
- Game Shakers – serie TV, episodio 2x17 (2017)
- LA to Vegas – serie TV, episodio 1x1 (2018)
- ICarly – serie TV, 23 episodi (2021–2023)

### Doppiatore
- Chicken Little - Amici per le penne (Chicken Little), regia di Mark Dindal (2005)
- I pinguini di Madagascar (The Penguins of Madagascar) – serie animata, episodio 2x07 (2010)
- Le avventure di Fiocco di Neve (Snowflake, the White Gorilla), regia di Andrés G. Schaer (2011)
- Star Wars Rebels – serie animata, episodi 3x03, 3x19, 3x22, 4x03 (2016-2017)

## Doppiatori italiani
Nelle versioni in italiano delle opere in cui ha recitato, Nathan Kress è stato doppiato da:
- Ruggero Andreozzi in iCarly (st. 4-7), Sam & Cat, Henry Danger, Game Shakers
- Alex Polidori in Zack e Cody al Grand Hotel
- Patrizia Mottola in iCarly (st. 1-3)
- Stefano Pozzi in True Jackson
- Alessandro Campaiola in Major Crimes
- Gabriele Patriarca in Hawaii Five-0
- Mattia Nissolino in Into the Storm
- Mosè Singh in iCarly (2021)

Da doppiatore è stato sostituito da: 
- Stefano Broccoletti in Star Wars Rebels